# 解理面

在 沉積岩 中形成不同方式的解理面。 A：原始沉積岩； B：鉛筆解理面； C：成岩作用形成于平行於層面的解理面； D：板岩解理面

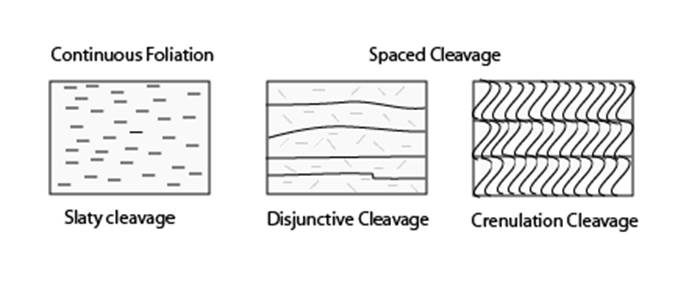
連續和間隔解理面示意圖

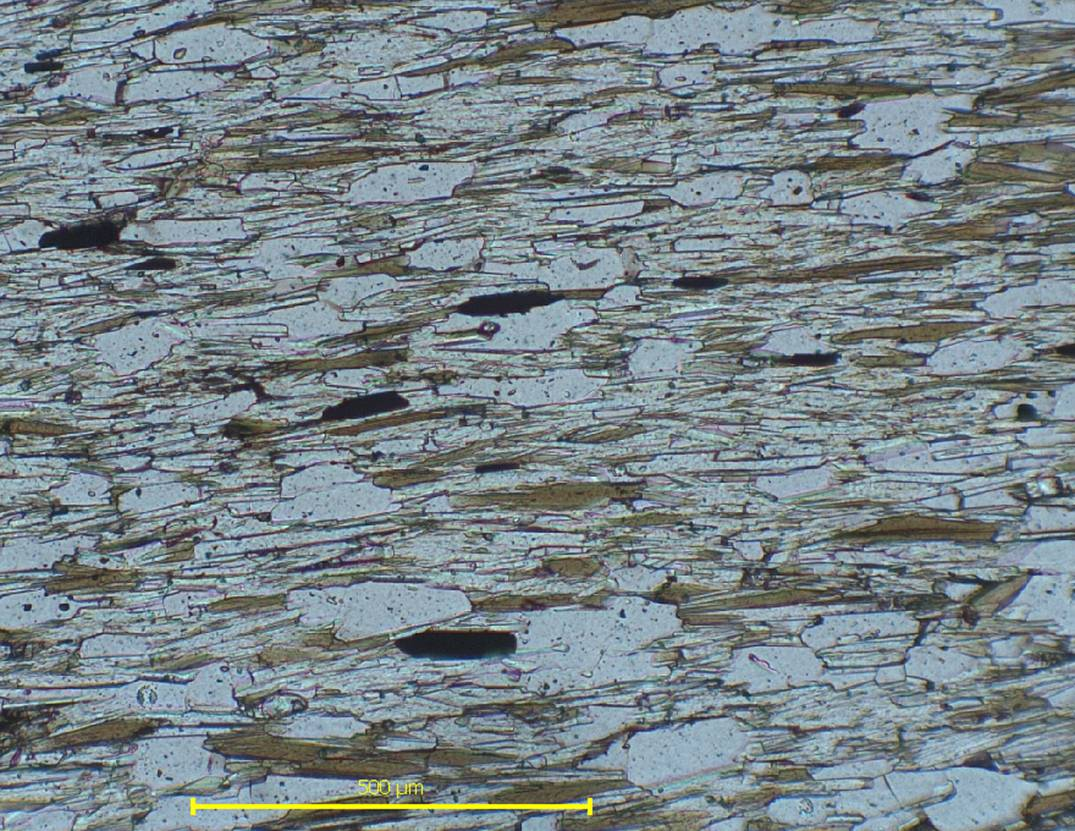
變質頁岩的板岩解理面

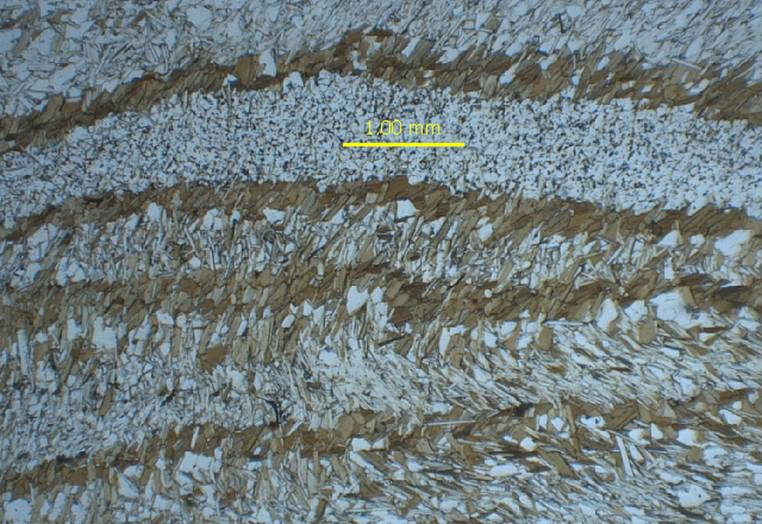
薄片顯示間隔解理面。 解理面較多的是暗色黑雲母顆粒，其間為白雲母和石英。 其顆粒已開始選向排列。 顯示出鋸齒狀紋理的開始跡象

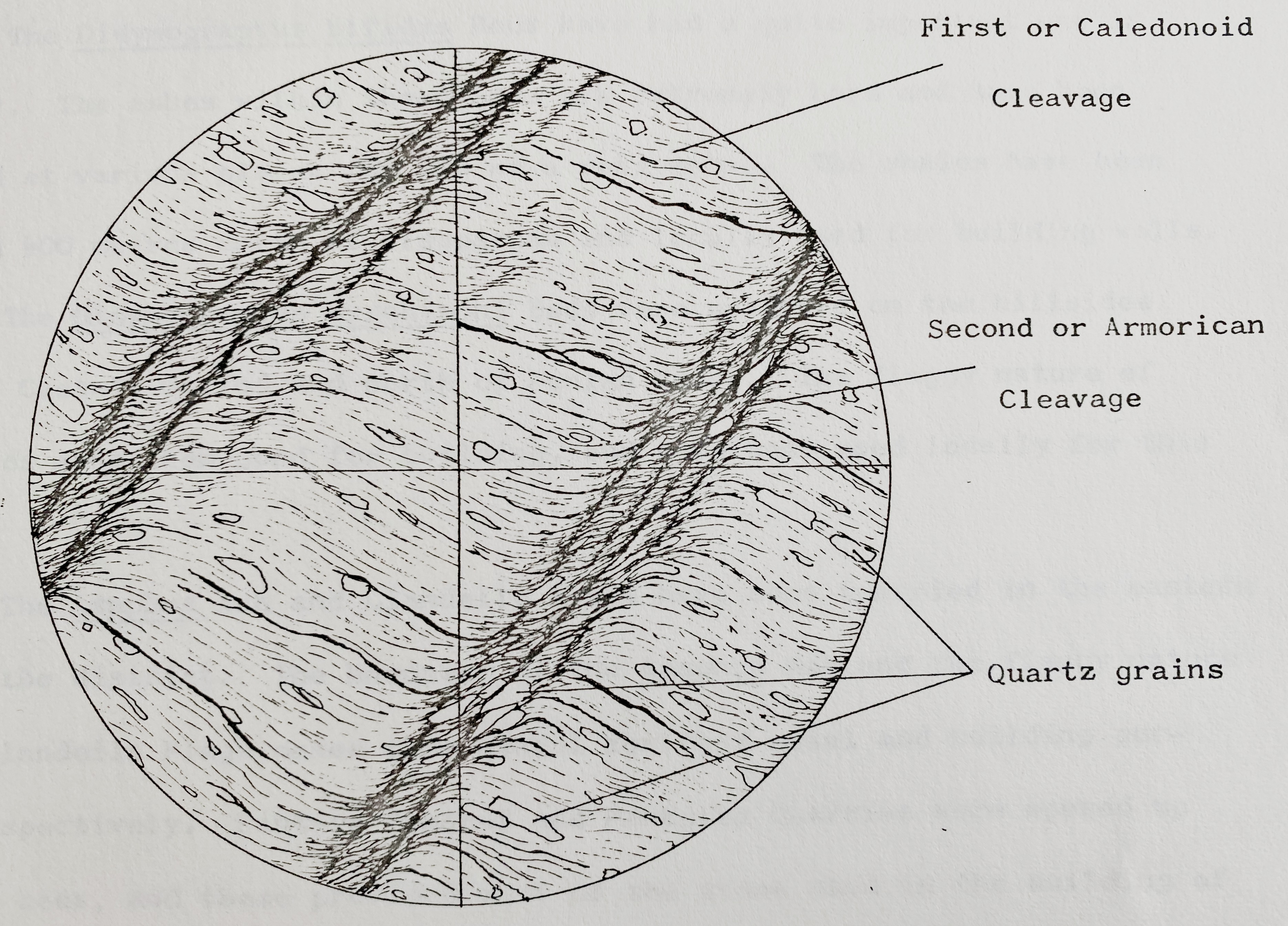
在岩石顯微鏡下的鋸齒狀紋理。標本來自中奧陶世晚期（蘭代利安階段）亨德雷頁岩組（Drefach 組）

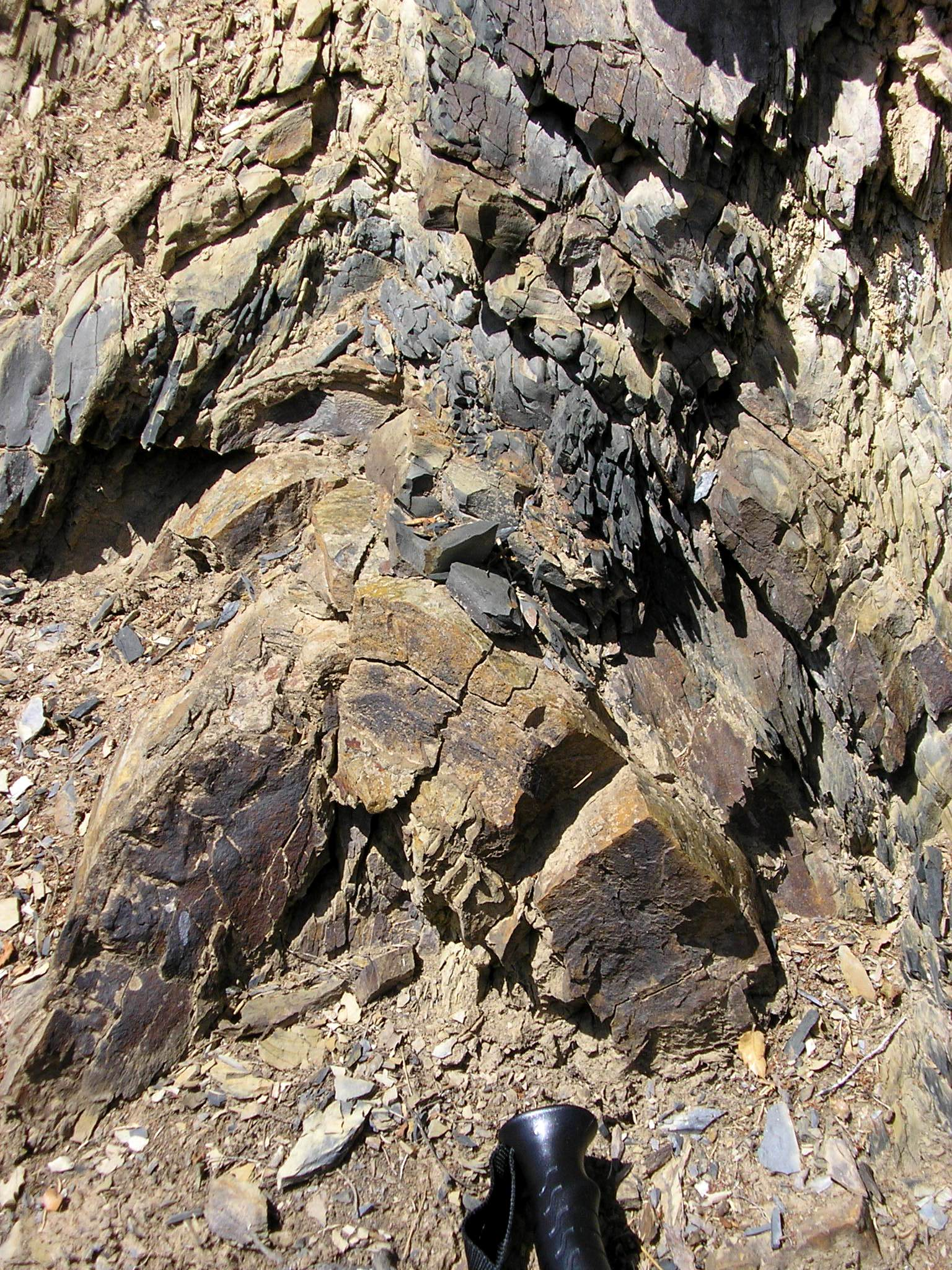
260px由砂頁岩組成的背斜顯示與軸面平行的解理面

在構造地質學和岩石學中，解理面或解理（英語：Cleavage）是指一種由於變形和變質作用而在岩石形成的平面。解理面的特徵和類型根據變形和變質程度而定，通常解理面在細粒岩石並具壓融礦物的岩石中容易形成。
解理面是一種岩石葉理面，葉理面分為兩組：火成岩和沈積岩内的葉理面為初級，而變質岩内的葉理面為二級。解理面通常在細粒岩石的次生葉理面。對於粒度較粗的岩石，次生葉理面被稱爲片理。

### 形成
解理的形成依賴於岩石成分、構造和變質條件等各種機制的組合。應力的大小和方向以及壓力和溫度條件決定了礦物的變形。解理的形成大致平行於構造應變的 X-Y 平面。根據應變的類型，解理可分類為，礦物晶粒的旋轉、溶液轉移、動態再結晶和靜態再結晶dent四類。

#### 顆粒的機械旋轉
在壓力變形過程中，具有高縱橫比的礦物顆粒可能會旋轉，傾與有限應變的 XY 平面的方向排列。 如果礦物取向于垂直於縮短方向，顆粒可能會褶皺。

#### 溶液轉移
解理面的形成可經由壓力引起的溶液轉移，此過程是通過壓溶和重結晶，重新分佈不均勻的礦物顆粒。 在此過程中，細長和板狀礦物顆粒也會被的旋轉。例如，雲母顆粒通過溶液轉移會在優選方向上排列。如果通過塑性結晶過程變形，礦物晶粒受壓力溶解的影響，沿有限應變的 XY 平面延伸。 將晶粒塑順優選取向排列。

#### 動態再結晶
當岩石經歷變質條件和礦物化學成分的重新平衡時，就會發生動態再結晶。 當變形晶粒中儲存的自由能減少時，就會發生這種過程。例如變形的雲母可以儲存足夠量的應變能，就能再結晶。在解理面發展過程中。新或舊的礦物。能在受損晶格中。進行再結晶。

#### 靜態再結晶
這個過程發生在變形之後或沒有動態變形的情況下。根據再結晶過程中的熱強度，葉理面將被加強或減弱。如果熱量太高，由於隨機取向的新晶體的成長，會使葉理面減弱，岩石會變成角岩。 如果施加最小的熱量，而不改變原有礦物的組合，解理面會被平行於葉理面的雲母生長而加強。